# Tinqueux
Tinqueux és un municipi francès, situat al departament del Marne i a la regió del Gran Est. L'any 2007 tenia 10.231 habitants.

## Demografia

### Població
El 2007 la població de fet de Tinqueux era de 10.231 persones. Hi havia 4.158 famílies, de les quals 1.075 eren unipersonals (365 homes vivint sols i 710 dones vivint soles), 1.315 parelles sense fills, 1.384 parelles amb fills i 384 famílies monoparentals amb fills.
La població ha evolucionat segons el següent gràfic:
Habitants censats

### Habitatges
El 2007 hi havia 4.339 habitatges, 4.217 eren l'habitatge principal de la família, 17 eren segones residències i 105 estaven desocupats. 2.750 eren cases i 1.567 eren apartaments. Dels 4.217 habitatges principals, 2.213 estaven ocupats pels seus propietaris, 1.936 estaven llogats i ocupats pels llogaters i 68 estaven cedits a títol gratuït; 108 tenien una cambra, 190 en tenien dues, 743 en tenien tres, 1.036 en tenien quatre i 2.140 en tenien cinc o més. 3.168 habitatges disposaven pel capbaix d'una plaça de pàrquing. A 2.197 habitatges hi havia un automòbil i a 1.480 n'hi havia dos o més.

### Piràmide de població
La piràmide de població per edats i sexe el 2009 era:
| Homes | Edats   | Dones |
| ----- | ------- | ----- |
| 4     | 95 o +  | 4     |
| 16    | 90 a 94 | 6     |
| 26    | 85 a 89 | 64    |
| 38    | 80 a 84 | 102   |
| 127   | 75 a 79 | 203   |
| 186   | 70 a 74 | 206   |
| 241   | 65 a 69 | 308   |
| 240   | 60 a 64 | 302   |
| 220   | 55 a 59 | 226   |
| 348   | 50 a 54 | 360   |
| 521   | 45 a 49 | 516   |
| 407   | 40 a 44 | 472   |
| 304   | 35 a 39 | 365   |
| 295   | 30 a 34 | 260   |
| 221   | 25 a 29 | 220   |
| 341   | 20 a 24 | 283   |
| 459   | 15 a 19 | 409   |
| 382   | 10 a 14 | 346   |
| 343   | 5 a 9   | 276   |
| 174   | 0 a 4   | 179   |

## Economia
El 2007 la població en edat de treballar era de 6.717 persones, 4.803 eren actives i 1.914 eren inactives. De les 4.803 persones actives 4.394 estaven ocupades (2.234 homes i 2.160 dones) i 411 estaven aturades (205 homes i 206 dones). De les 1.914 persones inactives 596 estaven jubilades, 851 estaven estudiant i 467 estaven classificades com a «altres inactius».

### Ingressos
El 2009 a Tinqueux hi havia 4.171 unitats fiscals que integraven 9.944,5 persones, la mediana anual d'ingressos fiscals per persona era de 20.205 €.

### Activitats econòmiques
Dels 466 establiments que hi havia el 2007, 5 eren d'empreses extractives, 7 d'empreses alimentàries, 3 d'empreses de fabricació de material elèctric, 17 d'empreses de fabricació d'altres productes industrials, 44 d'empreses de construcció, 147 d'empreses de comerç i reparació d'automòbils, 21 d'empreses de transport, 21 d'empreses d'hostatgeria i restauració, 6 d'empreses d'informació i comunicació, 45 d'empreses financeres, 32 d'empreses immobiliàries, 51 d'empreses de serveis, 36 d'entitats de l'administració pública i 31 d'empreses classificades com a «altres activitats de serveis».
Dels 90 establiments de servei als particulars que hi havia el 2009, 1 era una oficina de correu, 6 oficines bancàries, 11 tallers de reparació d'automòbils i de material agrícola, 3 tallers d'inspecció tècnica de vehicles, 1 establiment de lloguer de cotxes, 1 autoescola, 6 paletes, 6 guixaires pintors, 6 fusteries, 6 lampisteries, 6 electricistes, 4 empreses de construcció, 7 perruqueries, 2 veterinaris, 10 restaurants, 7 agències immobiliàries, 1 tintoreria i 6 salons de bellesa.
Dels 52 establiments comercials que hi havia el 2009, 1 era, 3 supermercats, 2 botigues de més de 120 m², 2 botiges de menys de 120 m², 5 fleques, 1 una fleca, 1 una carnisseria, 3 llibreries, 9 botigues de roba, 2 botigues d'equipament de la llar, 1 una botiga d'equipament de la llar, 1 una sabateria, 9 botigues de mobles, 3 botigues de material esportiu, 1 una botiga de material de revestiment de parets i terra, 1 un drogueria, 1 una perfumeria i 6 floristeries.
L'any 2000 a Tinqueux hi havia 4 explotacions agrícoles.

## Equipaments sanitaris i escolars
El 2009 hi havia 1 centre de salut, 4 farmàcies i 1 ambulància.
El 2009 hi havia 4 escoles maternals i 3 escoles elementals. A Tinqueux hi havia 1 col·legi d'educació secundària i 1 liceu tecnològic. Als col·legis d'educació secundària hi havia 620 alumnes i als liceus tecnològics 344.

## Poblacions més properes
El següent diagrama mostra les poblacions més properes.